# سوت‌زن بیسمارک
سوت‌زن بیسمارک (نام علمی: Pachycephala citreogaster) گونه‌ای از پرندگان تیرهٔ سوت‌زنان (Pachycephalidae) است که بومی مجمع‌الجزایر بیسمارک در شمال شرقی گینه نو است.
نرهای سوت‌زن بیسمارک برخلاف نرهای گلوزرد سوت‌زن پری‌شاهرخی (P. orioloides) در جنوب شرقی گلوسفید هستند.